# Berengueria
Berengueria is een geslacht van rechtvleugeligen uit de familie veldsprinkhanen (Acrididae). De wetenschappelijke naam van dit geslacht is voor het eerst geldig gepubliceerd in 1909 door Bolívar.

## Soorten
Het geslacht Berengueria omvat de volgende soorten:
- Berengueria bifoveolata Karsch, 1893
- Berengueria cryptica Jago, 1996
- Berengueria rotundifrons Bolívar, 1912